# Heilig-Kreuz-Kirche (Dechantsees)

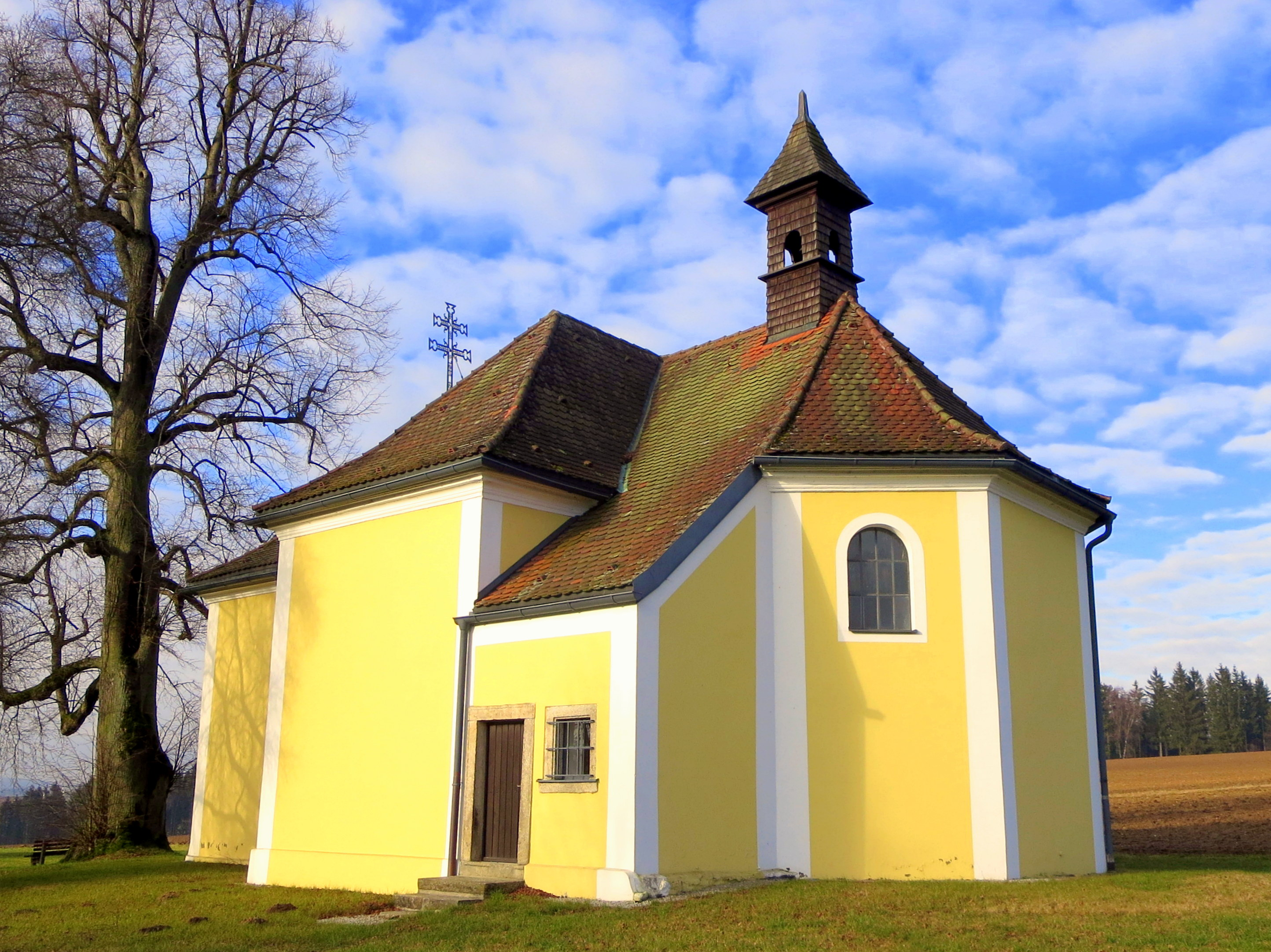
Heilig-Kreuz-Kirche (Dechantsees)

Die römisch-katholische, denkmalgeschützte Heilig-Kreuz-Kirche steht im Dorf Dechantsees der Gemeinde Pullenreuth im Landkreis Tirschenreuth der Oberpfalz. Die Kirche gehört zur Pfarrei St. Martin in Pullenreuth im Dekanat Tirschenreuth des Bistums Regensburg. Das Bauwerk ist unter der Denkmalnummer D-3-77-148-6 als Baudenkmal in die Bayerische Denkmalliste eingetragen.

## Beschreibung
Die Kreuzkirche wurde 1720 erbaut. Zwischen dem Langhaus im Westen und dem dreiseitig geschlossenen Chor im Osten befindet sich ein Querschiff, das mit einem Walmdach bedeckt ist. Über dem Chor erhebt sich ein quadratischer, mit Schindeln verkleideter Dachreiter, der mit einem Pyramidendach bedeckt ist.
Der Innenraum ist mit einer Flachdecke überspannt.